# Корганов, Генарий Осипович
Генарий Осипович Корганов (30 апреля (12 мая) 1858, Кварели, Грузия — 23 февраля (7 марта) 1890, Ростов-на-Дону) — российский композитор и пианист.

## Семья
Сын генерал-майора Осипа Ивановича Корганова (1811—1870). Пятеро братьев и сестёр Генария Корганова стали вокалистами: певицы Елена Терьян-Корганова, Нина Корганова (Дариали), Мария Корганова (Светадзе), певцы Иван (Ованес) и Константин Коргановы.

## Биография
Начал заниматься музыкой в Тифлисе под руководством Эдуарда Эпштейна. Затем учился в Лейпцигской консерватории (1874—1877) у Карла Райнеке, Саломона Ядассона и Э. Ф. Венцеля, в 1877—1879 гг. совершенствовался как пианист в Санкт-Петербургской консерватории у Луи Брассена и Густава Кросса. Вернувшись в 1880 г. в Грузию и обосновавшись в Тифлисе, поступил на государственную службу, продолжая заниматься композицией в свободное время. Концертировал в городе как солист, принадлежал к ближайшему окружению Михаила Ипполитова-Иванова. Выступал в тифлисских газетах как музыкальный критик. Участвовал в работе тифлисского отделения Императорского Русского музыкального общества, от которого в 1889 году был делегирован в Санкт-Петербург на празднование юбилея Антона Рубинштейна. Умер по пути из Петербурга домой.

## Творчество
Корганову принадлежит ряд фортепианных пьес (фантазия «Баяти», «Арабески», «Миниатюры», «Акварели» и др.) и романсов («Серенада Дон-Жуана», «Острой секирой» — на слова А. К. Толстого, «О чём в тиши ночей» — на слова А. Н. Майкова, и др.), некоторые из них пользовались при жизни автора определённой популярностью (в частности, Артур Хартман опубликовал в США скрипичные переложения). Стиль Корганова связан как с влиянием Н. А. Римского-Корсакова, так и с использованием местных закавказских мелодий: по мнению армянского музыковеда Ш. Апояна, «большую ценность для формирования армянской фортепианной музыки представляют произведения Корганова, связанные с армянской тематикой».